# Олемпін
Олемпін (пол. Olempin) — село в Польщі, у гміні Маркушув Пулавського повіту Люблінського воєводства.
Населення — 124 особи (2011).

## Демографія
Демографічна структура станом на 31 березня 2011 року:
|          | Загалом | Допрацездатний вік | Працездатний вік | Постпрацездатний вік |
| -------- | ------- | ------------------ | ---------------- | -------------------- |
| Чоловіки | 61      | 13                 | 40               | 8                    |
| Жінки    | 63      | 12                 | 35               | 16                   |
| Разом    | 124     | 25                 | 75               | 24                   |